# Louis Joseph André

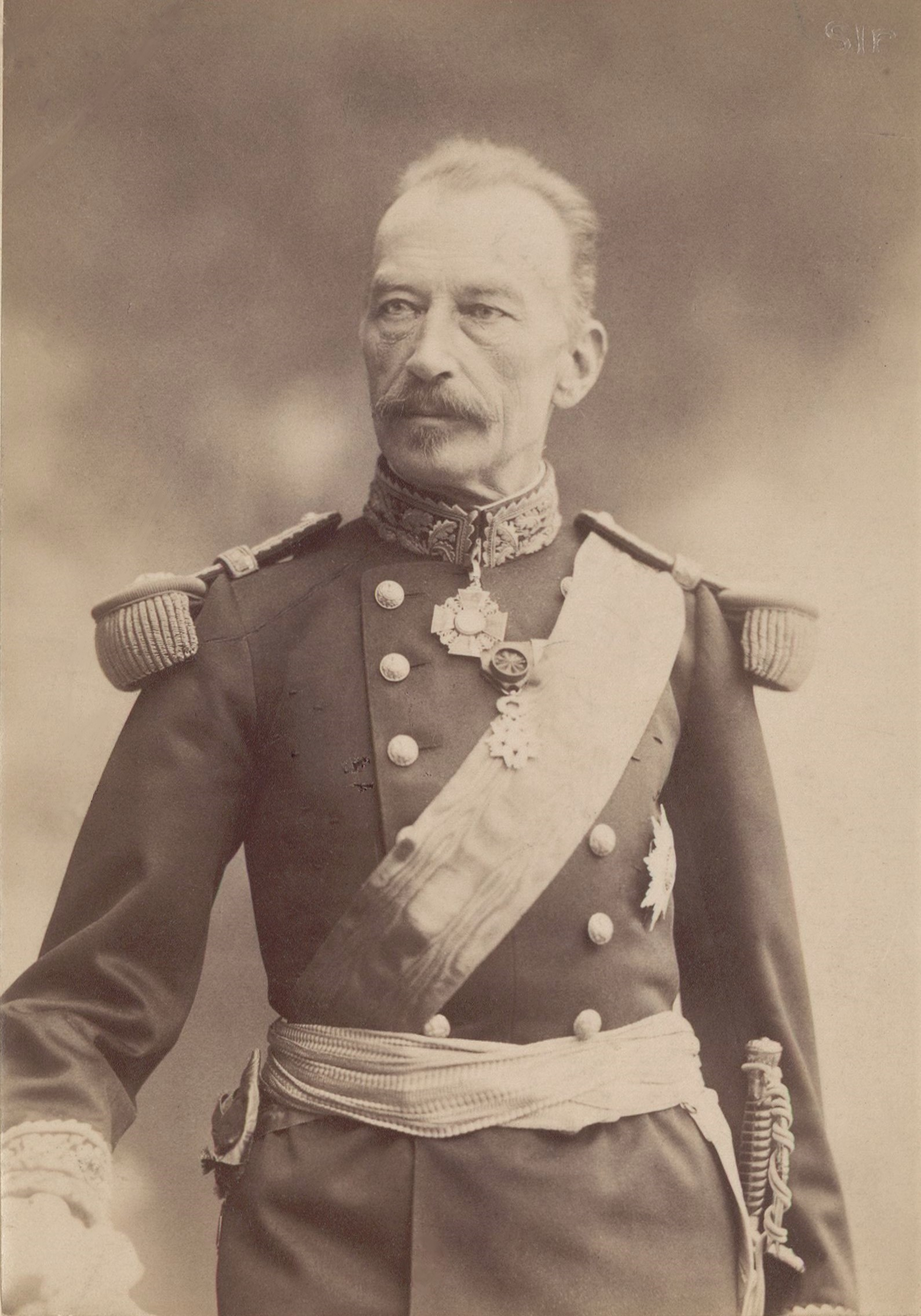
Louis Joseph André

Louis Joseph André

Louis Joseph Nicolas André (* 29. März 1838 in Nuits-Saint-Georges, Côte-d’Or; † 18. März 1913 in Dijon) war ein französischer General und Kriegsminister.

## Leben
Louis André besuchte die École polytechnique und wurde 1859 Unterleutnant der Artillerie, kam dann als Capitaine zur Geschütz- und Gewehrfabrik von Châtellerault und später zur Feuerwerkerschule in Metz. André nahm am Deutsch-Französischen Krieg 1870/71 teil und wurde 1893 zum Général de brigade und Kommandanten der École polytechnique ernannt. 1899 wurde er zum Général de division in Paris befördert und übernahm im Mai 1900 im Kabinett Waldeck-Rousseau das Kriegsministerium. Dieses Amt behielt er auch im folgenden Kabinett Émile Combes.
André hat auf fast allen Gebieten seines Ressorts durchgreifende Reformen vorgenommen oder wenigstens in Bewegung gesetzt. Seine Bestrebungen zielten darauf, den Einfluss des Kriegsministeriums auf die allgemeine Politik zu erhöhen und den klerikalen und aristokratischen Einfluss auf das Offizierskorps zu brechen. Dazu tauschte er die Mitglieder des Generalstabs fast vollständig aus, veränderte die Organisation des Obersten Kriegsrats, richtete die Kolonialarmee neu aus und organisierte die Militärschule Saint-Cyr neu.
In der Dreyfus-Affäre leitete er eine interne Untersuchung ein, die aus seiner Sicht die Unschuld Dreyfus’ ergab. Er leitete seine Erkenntnisse mit der Forderung an Combes weiter, sie dem Kassationshof zuzuleiten.
1904 stand André im Zentrum der Fichenaffäre. Er hatte Informationen aus teils dubiosen Quellen über die politischen Ansichten von Offizieren über Karteikarten (fiches) als Grundlage für militärische Beurteilungen herangezogen. Insbesondere die Freimaurerloge Grand Orient hatte André viele Informationen zugespielt. Am 4. November 1904 beschuldigte der nationalistische Abgeordnete Jean Guyot de Villeneuve den Kriegsminister General André und den Ratspräsidenten Émile Combes, gelogen zu haben, als sie erklärten, nichts von den Denunziationsverfahren gewusst zu haben, die eingesetzt wurden, um die Karriere „reaktionärer“ Offiziere zu blockieren und die Beförderung „republikanischer“ Militärs zu fördern. Während der anschließenden Scharmützel versetzte der Abgeordnete Gabriel Syveton André eine Ohrfeige. André trat wenige Tage später zurück. Im Jahr 1903 wurde er als Kommandeur der Ehrenlegion ausgezeichnet.

### Familie
André war ab 1876 mit der Opernsängerin Marguerite Chapuy verheiratet, mit welcher er zwei Kinder hatte:
- Maria Marceline André ⚭ Èdouard Joseph Charles Hettich
- Lucien Julien René André (1878–1969), französischer General ⚭ Jeanne Antoinett Sophie de Galliffet, Tochter des Gaston de Galliffet

- Serge Doessant: Le général André, de l’Affaire Dreyfus à l’affaire des fiches. Éditions Glyphe, 2009 (openedition.org).
- Angaben zu Louis Joseph André in der Datenbank der Bibliothèque nationale de France, abgerufen am 26. März 2023.